# Vixenuísmo

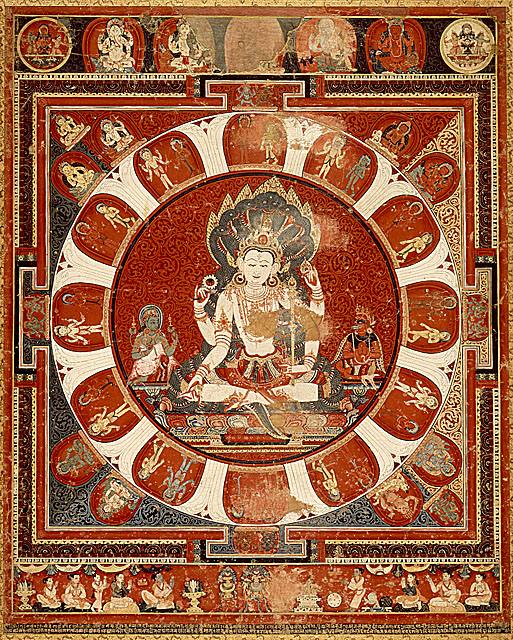
Mandala de Vixenu

Vixenuísmo, vixnuísmo ou vaixnavismo (em védico: वैष्णव धर्म; romaniz.: vaishnava dharma) é uma tradição do hinduísmo, que se distingue de outras escolas por sua adoração a Críxena e suas extensões (Rama e Vixenu), o reconhecendo como Deus.